# Ángeles Vicente
Ángeles Vicente García (Murcia, 29 de enero de 1873-Argentina, 1918) fue una escritora española, autora de Zezé, la primera novela de la literatura en español con una protagonista lesbiana.

## Biografía
Si bien hay fuentes que datan su nacimiento en 1878, habría nacido el 29 de enero de 1873, en Murcia. Sus padres eran José María Vicente Nicolás, natural de Murcia, e Inocencia García Belda, natural de Cartagena.
A los diez años, en 1888, huérfana de madre, marchó a Argentina con su padre y hermanos, permaneciendo allí hasta 1906 en que regresó a España. En Buenos Aires ingresó en la masonería. Se instaló en Milán unos pocos meses  y allí comenzó su correspondencia con Unamuno. Tras pasar por Málaga se instaló en Madrid.
Comenzó a colaborar en periódicos y revistas. Tras la edición de su primer libro, Teresilla, se separó de su marido, Cándido Elormendi Goñi, y vivió de lo que ganaba con sus escritos, junto con su padre y una sirvienta. En 1916, ya viuda, regresó a Buenos Aires. Falleció hacia el mes de febrero de 1918 en Argentina.
Los dos últimos textos localizados de la autora son el cuento La sombra que llora en la revista de Granada Reflejos, en agosto de 1929 y La sorpresa, el 21 de marzo de 1932, en el periódico madrileño Luz. Diario de la República, ambos de temática ocultista.
Gracias a su estancia en Argentina, conoció las corrientes de pensamiento y literarias americanas, siguió las corrientes ocultistas y cultivó la literatura fantástica, sobre todo el relato espiritista y la ficción científica. También trató temas sociales y destacó en la defensa de las mujeres. Escribió asimismo relatos eróticos. 
En Madrid tuvo contacto con los círculos intelectuales y trató a Rubén Darío, Rafael López de Haro, Álvaro Retana, Luis Linares Becerra, Miguel de Unamuno, Luis de Terán y Emilio Fernández Vaamonde. 

## Obras
Teresilla, publicada en 1907, con prólogo de su amigo Felipe Trigo, el autor español de novela erótica de más éxito de la época.
La protagonista de la historia, Teresilla, es seducida y abandonada por un hombre irresponsable y mujeriego, lo que lleva a su caída en la prostitución y a la falta de opciones para salir de esa situación. Esta representación refleja la falta de apoyo social y las limitaciones que enfrentaban las mujeres en determinados contextos históricos o culturales. Plantea la situación de indefensión y desprotección social de las mujeres en su época.
Zezé, publicada en 1909, en la que la cupletista Zezé narra su vida a una escritora con la que comparte camarote en un viaje entre Buenos Aires y Montevideo.
Los buitres (1908) son doce cuentos que tiene en común el tono de crítica social.
Sombras: cuentos psíquicos (1910) son leyendas americanas que había publicado en Blanco y Negro y El Imparcial entre 1912 y 1915. Son catorce relatos de terror y misterio.